# Marek Furiusz Bibakulus
Marcus Furius Bibaculus (I wiek p.n.e.) – rzymski pisarz żyjący w schyłkowym okresie republiki rzymskiej, przedstawiciel neoteryzmu.
Pochodził z Cremony. Był autorem epigramów o różnych miarach wierszowych i tonacji, w których krytykował Cezara i Oktawiana Augusta. Nie zachowały się one do czasów współczesnych. Pliniusz Starszy przypisywał mu także autorstwo dzieła Lucubratio (Nocna praca), współcześni historycy przypisują mu także autorstwo Annales Belli Gallici (Roczniki wojny z Galami). 